# 男闘呼組 LIVE IN YOKOHAMA 1991 vol.2
『男闘呼組 LIVE IN YOKOHAMA 1991 vol.2』（おとこぐみ ライブ・イン・ヨコハマ・ナインティナインティワン・ボリューム・ツー）は、男闘呼組のライブ・ビデオ。

## 概要
1991年4月4日に横浜アリーナで行われたライブが収録されたライブ・ビデオの第2弾であり、1991年7月21日に『男闘呼組 LIVE IN YOKOHAMA 1991 vol.1』と同時に発売された。
2003年11月26日には『男闘呼組 LIVE IN YOKOHAMA 1991 vol.1』『男闘呼組 BIG TOUR '89 in DOME』と共に、1991年に発売したライブ・ビデオがDVD化されて2004年1月31日までの期間限定で販売された。

## 収録曲
1. ROLLIN' IN THE DARK
作詞：大津あきら　作曲：男闘呼組
2. YO-YO
作詞：高橋一也　作曲：馬飼野康二
3. ROSALINA
作詞・作曲：高橋一也
4. 無気力の精神力
作詞・作曲：岡本健一
5. BACK IN THE CITY
作詞：高橋一也　作曲：成田昭次
6. GIMME A BREAK
作詞・作曲：成田昭次
7. SO LONG
作詞：小竹正人・成田昭次　作曲：成田昭次
8. 細胞愚
作詞：高橋一也　作曲：男闘呼組
9. 無題
作詞・作曲：岡本健一
10. 悪想急
作詞・作曲：高橋一也

## 参加ミュージシャン
- 前田耕陽 - ボーカル、キーボード
- 成田昭次 - ボーカル、ギター
- 高橋一也 - ボーカル、ベース
- 岡本健一 - ボーカル、ギター
  - 田中厚 - キーボード
  - ヒラポン（平山牧伸） - ドラム